# Фёрри, Уэнделл
Уэнделл Хинкл Фёрри (англ. Wendell Hinkle Furry; 18 февраля 1907 — 17 декабря 1984) — американский физик-теоретик, известный своими работами по квантовой теории поля и ядерной физике.

## Биография
Фёрри родился в городке Прейритон (Индиана). После окончания школы поступил в Университет ДеПау в Гринкасле (Индиана), чтобы изучать химию, однако вскоре переключился на физику и математику. Образование продолжил в Иллинойсском университете в Урбане-Шампейне, где в 1932 году защитил докторскую диссертацию. Получив стипендию Национального исследовательского совета, следующие два года провёл в Калифорнийском университете в Беркли, где работал с Робертом Оппенгеймером. В 1934 году получил место доцента (assistant professor) в Гарвардском университете. Во время Второй мировой войны работал над проектом по созданию радара в MIT Radiation Laboratory. В 1962 году получил должность профессора физики в Гарварде, в 1965—1968 годах был деканом физического факультета, в 1977 году вышел в отставку.
В 1938 году Фёрри вступил в Коммунистическую партию США. В 1953 году несколько раз вызывался для дачи показаний в Комиссию по расследованию антиамериканской деятельности, однако отказывался отвечать на вопросы в соответствии с пятой поправкой к Конституции США. В начале 1954 года принял участие в слушаниях с участием сенатора Джозефа Маккарти и ответил на вопросы о своей деятельности, но отказался называть какие-либо имена. За это был обвинен в неуважении к Конгрессу, дело было прекращено несколько лет спустя. Маккарти потребовал уволить учёного, однако в его защиту выступило руководство университета и ряд коллег, пригрозивших уволиться в знак протеста.

## Научная деятельность
В 1934 году вместе с Робертом Оппенгеймером обобщил дираковскую теорию электрона, включив в неё позитроны и получив в качестве одного из следствий эффект поляризации вакуума (аналогичные идеи высказывали одновременно и другие учёные).
В 1937 году доказал теорему симметрии в квантовой электродинамике, согласно которой можно не учитывать процессы с нечётным количеством внешних фотонов (другими словами, должны исчезать диаграммы Фейнмана с нечётным числом внешних фотонов).
В 1939 году проанализировал процесс двойного бета-распада и показал, что этот процесс может происходить без испускания нейтрино только в том случае, если эти частицы являются майорановскими.

## Основные публикации
- Furry W.H., Oppenheimer J.R. On the theory of the electron and positive // Physical Review. — 1934. — Vol. 45, № 4. — P. 245-262. — doi:10.1103/PhysRev.45.245.
- Furry W.H. Note on the quantum-mechanical theory of measurement // Physical Review. — 1936. — Vol. 49, № 5. — P. 393-399. — doi:10.1103/PhysRev.49.393.
- Furry W.H. A symmetry theorem in the positron theory // Physical Review. — 1937. — Vol. 51, № 2. — P. 125-129. — doi:10.1103/PhysRev.51.125.
- Furry W.H., Jones R.C., Onsager L. On the theory of isotope separation by thermal diffusion // Physical Review. — 1939. — Vol. 55, № 11. — P. 1083-1095. — doi:10.1103/PhysRev.55.1083.
- Furry W.H. On transition probabilities in double beta-disintegration // Physical Review. — 1939. — Vol. 56, № 12. — P. 1184-1193. — doi:10.1103/PhysRev.56.1184.
- Jones R.C., Furry W.H. The separation of isotopes by thermal diffusion // Reviews of Modern Physics. — 1946. — Vol. 18, № 2. — P. 151-224. — doi:10.1103/RevModPhys.18.151.
- Furry W.H. On bound states and scattering in positron theory // Physical Review. — 1951. — Vol. 81, № 1. — P. 115-124. — doi:10.1103/PhysRev.81.115.
- Furry W.H., Purcell E.M., Street J.C. Physics for Science and Engineering Students. — McGraw-Hill, 1952.
- Furry W.H. Isotropic rotational brownian motion // Physical Review. — 1957. — Vol. 107, № 1. — P. 7-13. — doi:10.1103/PhysRev.107.7.
- Furry W.H., Ramsey N.F. Significance of potentials in quantum theory // Physical Review. — 1960. — Vol. 118, № 3. — P. 623-626. — doi:10.1103/PhysRev.118.623.